# Josée Gorce
Pour les articles homonymes, voir Gorce.
Josée Gorce, née Yvonne Lesnard le 6 juin 1940 à Vaiges (Mayenne) et morte le 20 février 2014 à Paris, est une animatrice radio.

## Biographie
Élève de l’École normale, elle travaille d'abord comme professeur de français dans un collège technique de Laval.
En 1965, ayant réussi à un concours, elle rejoint l'ORTF à la délégation aux stations régionales. En 1967, elle entre à France Inter où elle est l'adjointe de Georges Lourier, dans les émissions Réveils en fanfare et Samedi chez vous. Elle continue avec les Inter service route. Elle devient reporter au 6-9 h d'Arnaud Monnier, et aux émissions d’économie de Jean Bardin et Philippe Guilhaume.
Plus tard, elle participe au Panorama culturel sur France Culture de Jacques Floran. Elle revient ensuite à France Inter, comme réalisatrice des émissions Jazz en direct de Patrice Blanc-Francard et Public, d'Yves Mourousi.
En 1974, elle participe, toujours sur France Inter, au jeu des 1000 francs. Elle travaille d'abord aux côtés de Pierre Duflos, devient ensuite en 1981, réalisatrice de l'émission, puis, en 1992, sa productrice. Elle forme un duo avec Lucien Jeunesse, jusqu'au départ en retraite en 1995 de ce dernier .
Auteure de poèmes, amie de Léopold Sédar Senghor, elle est également auteure d’une thèse sur Alfred Jarry, Lavallois comme elle, et participe à la rédaction du livre de Noël Arnaud D’Ubu roi au docteur Faustroll.

## Récompenses
- Premier prix de Reportage de l’UER (trois années consécutives)[4],
- Prix pour la réhabilitation des monuments historiques[4]